# Кримські сонети
«Кримські сонети»  — цикл, який складається з 18 віршів, написаний Адамом Міцкевичем під враженням від двомісячної подорожі Кримом.
Епіграфом до «Кримських сонетів» Адам Міцкевич обрав слова німецького поета Гете:
|               | Хто хоче поета зрозуміти, той повинен поїхати в його країну |
| — Йоганн Гете |                                                             |

## Історична основа
У жовтні 1823 р. поет потрапив в ув'язнення за участь у таємних політичних спілках. Через рік йому був винесений жорстокий вирок: заслання в Росію, де він провів 4,5 роки свого життя. У цей час жив у таких містах як: Петербург, Одеса, Москва, які на той час були центрами культурного та духовного життя Росії. Саме ці роки й стали періодом розквіту його таланту та принесли Міцкевичу світову славу. У Петербурзі Міцкевич швидко знайшов спільну мову з декабристами, які побачили у ньому свого однодумця. У липні 1825 р. поет здійснив подорож до Криму. Він був вражений місцевою красою: контрастом моря та гір, дивовижною флорою та фауною та загадковою атмосферою півдня. Під впливом побаченого поет вирішує написати збірку «Кримські сонети».

## Зміст сонетів
Цикл «Кримські сонети», до якого входить 18 віршів, написаний Міцкевичем під враженням двомісячної подорожі Кримом. Головним героєм «Кримських сонетів» є мандрівник. Буйна природа Криму — це фон його роздумів, спільниця його тривожних снів, джерело жаданої душевної рівноваги .
Перебуваючи в Криму в 1825 році, Міцкевич писав «Кримські сонеті». Цикл викликав неоднозначні відгуки сучасників, особливо поляків. Поетові закидали, що в його творах надто багато екзотики : «Усе це, можливо, кримське, турецьке, татарське, але не польське…Наперекір доброму смаку й розуму, Міцкевич несе щось незрозуміле, дике, даючи мішанину зі слів незрозумілої мови», — писав один з його співвітчизників. Подібна реакція не стала для Міцкевича несподіваною. «Сентиментальні дами засудили мене за надто земні почуття, салони — за вирази в стилі покоївок, учені-класики — за татарщину, мовознавці — за помилки», — написав він в одному з листів.
«Кримські сонети», для яких поет обрав форму італійських сонетів, вперше були надруковані у грудні 1826 р. в Москві, а через кілька місяців з'явився переклад на російську мову, що дав змогу перекладачеві назвати Міцкевича уособленням літературної слави і порівняти деякі його сонети «з найкращими строфами Байрона».
Епіграфом до «Кримських сонетів» Адам Міцкевич обрав слова німецького поета Гете: «Хто хоче поета зрозуміти, той повинен поїхати в його країну». Ці слова стали прямим натяком на патріотичну символіку циклу.
Ліричний герой збірки — пілігрим, мандрівник-вигнанець. Буйна і незвична для нього природа Криму є одночасно джерелом жаданої душевної рівноваги, тлом для його роздумів, німим свідком тривожних снів. Щоб не зустрічав ліричний герой під час своєї подорожі, які б незвичайні картини йому не супроводжували, скрізь відчувається туга за далекою батьківщиною та сумні роздуми про долю вигнанця.
«Кримські сонети» постають своєрідним поетичним щоденником ліричного героя, і самого Міцкевича, сторінки якого наповнені спогадами про рідну Литву-Польщу. Подорожі по Криму, споглядання казкової природи півострова, зустріч з минулою славою колись могутнього Кримського ханства зміцнили ліричного героя. В останніх сонетах розповіді це вже не той необізнаний юнак, який почав подорож далеким екзотичним краєм («Сходом в мініатюрі») не знаючи, що його чекає, а особистість, яка прагне активного життя. Зміцнівши не тільки фізично, але і збагатившись духовно: відкривши красу чужій землі, він навчився цінувати свою рідну землю.
Основні мотиви «Кримських сонетів» Міцкевича — це самотність людини, відірваної від рідної землі, занедбаного на чужину, туга за батьківщиною — Литві, про улюблених людей, з якими розлучений .
Сонети дуже мелодійні, глибоко ліричні та романтичні. В кожному з них відчутний дух Півдня. Вони є своєрідним потаємним щоденником відвертого поета.

## Ліричний герой
Головним героєм «Кримських сонетів» є мандрівник-вигнанець, який уособлює внутрішній порив автора до рідної землі, від якої він був силоміць відірваний. Величні гори, бурхливе море, казкові кримські ландшафти, кримські ночі — це фон його роздумів, спільниця його тривожних снів, джерело жаданої душевної рівноваги. Природа в сонетах Міцкевича нерозривна з душею людини. Проводиться паралель між морем та думкам, між рішучим духом і вітрилом. Своєрідна природа півострова та місця з історичною цінністю надихали поета на глибокі філософські роздуми.

## Сонети
- Аккерманські степи
- Морська тиша
- Плавба
- Буря
- Гірський краєвид зі степів Козлова
- Бахчисарай
- Бахчисарай уночі
- Гробниця Потоцької
- Могили гарему
- Байдари
- Алушта вдень
- Алушта вночі
- Чатирдаг
- Пілігрим
- Дорога над прірвою в Чуфут-Кале
- Гора Кікінеїс
- Руїни замку в Балаклаві
- Аю-Даг

## Сонет «Буря»
За основу сонета «Буря» взято автобіографічні мотиви. Під час однієї морської подорожі Міцкевича потрапив у шторм. Він був таким сильним, що всі, утративши надію на порятунок, чекали смерті. Почуття й переживання поета стали основою цього сонета.
Буря — один з улюблених романтиками образів — набуває символічного значення. Це стихія, якій неможливо протистояти: Вітрила зірвано, ревіння, шум завії, Тривожні голоси і помп зловісний рик, Із рук матросових останок линви зник, Згасає сонця диск — і гаснуть з ним надії.
В тріумфі бурянім, серед шумливих стін, Що вгору зносяться в безумній круговерті, Ступив на корабель жорстокий геній смерті, Як воїн, що іде на приступ між руїн.
Півмертві там лежать; той руки он ламає, А той товаришам прощання посилає, Той ревно молиться, щоб гибелі втекти.
Один лиш із гурта — самотній чужаниця —
Гадає: щастя той у світі міг найти, Хто друзів має ще, хто може ще молиться.
Неймовірна сила бурі підкреслюється надзвичайно яскравими метафорами: величезні хвилі навколо — шумливі стіни, «що вгору зносяться в безумній круговерті». Це природне явище уособлює «жорстокий геній смерті», що ступив на корабель і, як воїн, іде на приступ, сіючи навколо відчай і жах. По-різному поводяться приречені на загибель люди: Півмертві там лежать; той руки он ламає, А той товаришам прощання посилає, Той ревно молиться, щоб гибелі втекти.
Однак є на кораблі «самотній чужаниця», який не підкорився загальним настроям, він наче знаходиться осторонь, спостерігаючи, що відубувається навколо, ніби цей шторм зовсім його не стосується. Він, самотній серед гурту людей, з якими його не змогло об'єднати навіть спільне нещастя, перемагає бурю, адже вірить у щастя для тих, хто не втратив надії, «хто друзів має ще, хто може ще молиться».

## «Пілігрим»
У циклі «Кримські сонети» вірш «Пілігрим» займає особливе місце. Внутрішній сюжет циклу розвивається як подорож ліричного героя Кримом. Проте він не просто подорожній, а пілігрим, тобто людина, яка мандрує до святих місць. У вірші, що будується як роздуми ліричного героя, читачі знаходять відповіді на запитання, які турбують пілігрима.
У сонеті «Пілігрим» лунає мотив єдності людини й природи. Навколишні краєвиди не лише чарують ліричного героя, а й нагадують про рідну землю. «Країна розкоші» з її ясною блакиттю й чарівними обличчями, казкове урочище Байдари, що заворожує всіх співами, та інші красоти примушують ще більше захоплюватися природою рідного краю.

## «Дзяди» (1823—1832)
«Дзяди» — масштабний твір, складний комплекс різночасових поетичних і драматичних фрагментів. Над ним поет працював кілька років, але так і не закінчив його. Твір поділяється на чотири частини, названі за місцем створення. Головний герой — юнак Густав, який страждає через нерозділене кохання, згодом опиняється в царському казаметі. Герой переймається долею людства, тож він бере собі нове ім'я — Конрад. Душа юнака стає полем бою між Богом і дияволом. Долаючи власний егоїзм, герой уступає в боротьбу і саме в ній знаходить сенс життя.

## Українські переклади
Українською «Кримські сонети» перекладали Максим Рильський, Борис Тен, Микола Зеров, Олександр Астаф'єв, Наталія Горішна і Марія Слободяник.